# 太魯閣戰役
太魯閣戰役或稱太魯閣事件，是台灣原住民太魯閣族與清朝在光緒2年(1876年)在台灣花蓮縣三棧溪一帶，因清朝欲強行打通後山北路，侵犯太魯閣族的生活領域，導致三棧溪一帶太魯閣人抗清，清朝遂發動對三棧溪一帶太魯閣部落的鎮壓，爆發的一次軍事衝突和政治事件。

## 概要
事件起因於沈葆楨的「開山撫番」政策，清朝兵備道羅大春欲強行打通後山北路，1875年開始侵犯太魯閣族的生活領域，導致族人抗清，不斷襲擊開路的清軍。1876年清軍攻擊部落，族人逃到山上避難，清軍在三棧溪畔築營壘，名為順安城，之後，新城通事李阿隆居間調停,結束了征戰。

## 過程
光緒元年(1875)之後，太魯閣人不斷地攻擊駐守的清軍。正月9日(1月9日)，羅大春抵達新城，添設碉堡。1月10日，陳光華稟報營勇在通過大清水時，遭太魯閣族人狙殺；1月24至26日及2月5至8日，太魯閣番襲擊碉堡，羅氏親率砲隊攻擊，將太魯閣族人擊退。3月時，由於後山北路有很多屯駐的兵勇生病，加禮宛地區的噶瑪蘭族趁機唆動七腳川社等南勢阿美族諸社的少壯番，背其老番，各謀蠢動，當時大濁水溪、得其黎(立霧溪口)、 新城一帶的太魯閣族，也在4月7至9日及12日不時出沒騷擾，「或數十人、或百人伏途狙擊，乘雨撲碉」，勇丁因而陣亡十多人。為確保北路的治安，因而以新到的宣義左營，駐紮三層城(及三棧)，以防止太魯閣族人的襲擊，同時，軍功陳輝煌進紮吳全城，招撫木瓜五社。光緒 2年，太魯閣族人經常攻擊三棧一帶的兵民，羅大春為使番眾屈服，因此討伐尤仔丹溪(今三棧溪)附近番社。由於清軍優勢火力，太魯閣族番眾到山上避難，並從山上滾下大木、巨石抵抗；為了達成鎮壓，羅大春在三棧溪畔設置了「順安城」；之後，新城通事李阿隆居間斡旋乞和，羅大春乃命李阿隆搜捕3位首惡者送往臺北，結束了「征討」。